# Батятицька сільська рада
| Батятицька сільська рада — орган місцевого самоврядування у Кам'янка-Бузькому районі Львівської області з адміністративним центром у с. Батятичі. Історична дата утворення: в 1940 році. Сільській раді підпорядковані населені пункти: - с. Батятичі - с. Липники |

## Склад ради
Рада складається з 16 депутатів та голови.

### Керівний склад ради
| ПІБ                       | Основні відомості                                            | Дата обрання | Дата звільнення |
| ------------------------- | ------------------------------------------------------------ | ------------ | --------------- |
| Мацялко Богдан Васильович | Сільський голова, 1960 року народження, освіта, безпартійний | 26.03.2006   | 31.10.2010      |
| Клим Іван Михайлович      | Сільський голова, 1954 року народження, освіта, безпартійний | 31.10.2010   |                 |

Примітка: таблиця складена за даними джерела